# Thomas Lubowski
Thomas Lubowski (* 1952 in Bremen) ist ein deutscher Journalist und ehemaliger Tageszeitungs-Chefredakteur.

## Leben
Lubowski wuchs in Bremen auf. Nach dem Abitur studierte er an der Freien Universität Berlin Theologie, Philosophie und Publizistik. 1979 begann er ein Redaktionsvolontariat beim Hamburger Abendblatt, dessen Lokalredaktion er später fünf Jahre lang leitete.
1990 wurde er stellvertretender Chefredakteur der Berliner Zeitung. Im Juli 1993 trat er die Nachfolge von Klaus J. Groth als Chefredakteur der Lübecker Nachrichten an. In Lubowskis Amtszeit als Chefredakteur fielen Auseinandersetzungen der Zeitung mit dem damaligen Bürgermeister Lübecks, Michael Bouteiller, der von einer Hetzkampagne der Zeitung gegen sich sprach und seinen Ruf geschädigt sah. Die Lübecker Nachrichten hatten in einem Kommentar die Meinung geäußert, nach dem Brandanschlag von Lübeck auf eine Asylbewerberunterkunft in der Nacht zum 18. Januar 1996 in der Lübecker Hafenstraße habe es bereits wenige Stunden später für Bouteiller festgestanden, dass es sich bei dem Brand um einen Anschlag Rechtsradikaler gehandelt habe. Lubowski wurde im Juli 1996 zur Unterlassung dieser Meinungsäußerung verurteilt. Bouteiller erreichte im Oktober 1996 in der Lübecker Bürgerschaft einen von SPD und Bündnis 90/Die Grünen getragenen Beschluss zur Herausgabe eines Amtsblatts in Lübeck, dessen erste Ausgabe im November 1997 erschien.
In der Zeit der publizistischen Verantwortung Lubowskis für die Lübecker Nachrichten wurde die Zeitung im Dezember 1998 vom Deutschen Presserat nach einer von den konkurrierenden Journalistenorganisationen Deutscher Journalisten-Verband und Deutsche Journalistinnen- und Journalisten-Union gemeinsam eingereichten Beschwerde wegen eines Verstoßes gegen den Pressekodex (Ziffer 7, „Schleichwerbung“) öffentlich gerügt. Die Rüge bezog sich auf Teile einer Artikelserie über lokale Wirtschaftsunternehmen, in der die Zeitung Informationen lieferte, die sich ihre Leser in einer entsprechenden Befragung gewünscht hatten. Lubowski schied Ende 1998 aus dem Verlag aus, um sich neuen Aufgaben zu widmen. Seine Nachfolge trat Anfang 1999 Manfred von Thien an.
Lubowski ist seit 1993 mit der Journalistin Karin Lubowski (* 1958) verheiratet und hat mit ihr drei Kinder.